# Almendra en Obras I
Almendra en Obras I es el primer álbum en vivo de la banda argentina Almendra grabado en el Estadio Obras Sanitarias en diciembre de 1979, en lo que constituyó el primer regreso del grupo luego de nueve años de separación. Las presentaciones fueron filmadas para una película que, aunque no llegó a editarse, es considerada como una obra de arte por el reflejo de la calidez y la energía de aquellos conciertos.
El material, la banda, el sonido, y la presentación de dos joyas inéditas: Cambiándome el futuro y Vamos a ajustar las cuentas al cielo, que no fueron incluidas en el disco grabado en estudio El valle interior el año siguiente, hacen de este trabajo uno de los más recordados de Almendra. El disco se encuentra descatalogado.

## Lista de temas
Lado A
1. Ana no duerme (Spinetta)
2. Para saber cómo es la soledad (Molinari - Spinetta)
3. Plegaria para un niño dormido (Spinetta)
4. Figuración (Spinetta)

Lado B
1. Cambiándome el futuro (del Guercio)
2. Vamos a ajustar las cuentas al cielo (Spinetta)
3. Mestizo (Molinari)

## Personal
- Edelmiro Molinari: Guitarra, bajo y coros.
- Emilio del Guercio: Bajo, guitarra acústica, flauta dulce, coros y voz en "Cambiándome el futuro".
- Luis Alberto Spinetta: Guitarras y voz.
- Rodolfo García: Batería, Percusión, vibráfono y coros.

- Datos: Q5669737